# マスジェデ・ソレイマーン
マスジェデ・ソレイマーン（ペルシア語: مسجد سلیمان ）は、イラン南西部フーゼスターン州の都市。中東における最初の近代的掘削により石油が発見された地として知られる。2007年現在の人口は104,341人。

## 名称
街の名「マスジェデ・ソレイマーン」とは、ソレイマーンすなわちソロモンのモスクの意であるが、これは当地の人びとが、ハカーマニシュ朝（アカイメネス朝）の遺跡をそのように呼んでいたことに由来するといわれる。マスジッド・イ・スレイマンとも呼ばれる。アルファベットで略してM.I.S.と表記することもある。

## 歴史

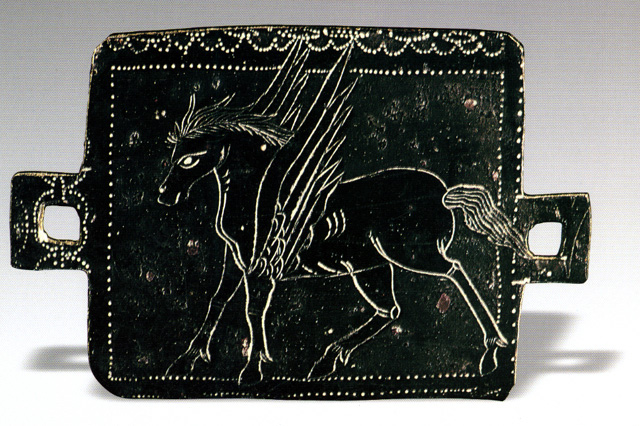
アルシャク朝 期のペガサス（ペルシア語ではペガーズ）を彫った青銅盤。マスジェデ・ソレイマーンで発掘

### ナフトゥーン油田
中東石油採掘の嚆矢となるのが、この街の中心、ナフトゥーン街区（Maidan-i-Naftun）である。
2002年に開発権を得るも経済制裁で撤退したカナダ企業に代わって2004年に中華人民共和国のCNPCが油田の権益を買収した。

## 住民
住民の多くはバフティヤーリー族である。

## 著名な出身者
現在のイラン・イスラーム共和国の公益判別会議書記であるモフセン・レザーイーは当地の出身である。